# Liste der Kulturdenkmale in Noer
In der Liste der Kulturdenkmale in Noer sind alle Kulturdenkmale der schleswig-holsteinischen Gemeinde Noer (Kreis Rendsburg-Eckernförde) und ihrer Ortsteile aufgelistet (Stand: 14. April 2025).
Die Bodendenkmale sind in der Liste der Bodendenkmale in Noer aufgeführt.

## Legende
In den Spalten befinden sich folgende Informationen:
- Objekt-ID: die Nummer des Kulturdenkmales
- Lage: die Adresse des Kulturdenkmales und die geographischen Koordinaten. Kartenansicht, um Koordinaten zu setzen. In der Kartenansicht sind Kulturdenkmale ohne Koordinaten mit einem roten Marker dargestellt und können in der Karte gesetzt werden. Kulturdenkmale ohne Bild sind mit einem blauen Marker gekennzeichnet, Kulturdenkmale mit Bild mit einem grünen Marker.
- Offizielle Bezeichnung: Bezeichnung des Kulturdenkmales
- Beschreibung: die Beschreibung des Kulturdenkmales
- Bild: ein Bild des Kulturdenkmales

## Bauliche Anlagen
| Objekt-ID     | Lage                                           | Offizielle Bezeichnung    | Beschreibung | Bild                             |
| ------------- | ---------------------------------------------- | ------------------------- | --- | -------------------------------- |
| 7828 Wikidata | Bäderstraße 31 (54° 27′ 42″ N, 9° 57′ 49″ O)   | Lindhof: Gutshaus         | Alteintragung (Aktualisierung vorgesehen) - Begründung: Alteintragung (Aktualisierung vorgesehen) - Schutzumfang: Alteintragung (Aktualisierung vorgesehen) - Denkmaltyp: Bauliche Anlage                                                         | BW                               |
| 863 Wikidata  | Zum Hegenwohld 1 (54° 27′ 43″ N, 10° 0′ 7″ O)  | Gut Noer: Herrenhaus      | Alteintragung (Aktualisierung vorgesehen) - Begründung: Alteintragung (Aktualisierung vorgesehen) - Schutzumfang: Alteintragung (Aktualisierung vorgesehen) - Denkmaltyp: Bauliche Anlage                                                         | weitere Fotos \| Fotos hochladen |
| 865 Wikidata  | Zum Hegenwohld 1 (54° 27′ 44″ N, 10° 0′ 11″ O) | Gut Noer: Inspektorenhaus | Alteintragung (Aktualisierung vorgesehen) - Begründung: Alteintragung (Aktualisierung vorgesehen) - Schutzumfang: Alteintragung (Aktualisierung vorgesehen) - Denkmaltyp: Bauliche Anlage                                                         | Fotos hochladen                  |
| 864 Wikidata  | Zum Hegenwohld 1 (54° 27′ 41″ N, 10° 0′ 9″ O)  | Gut Noer: Reitstall       | Alteintragung (Aktualisierung vorgesehen) - Begründung: Alteintragung (Aktualisierung vorgesehen) - Schutzumfang: Alteintragung (Aktualisierung vorgesehen) - Denkmaltyp: Bauliche Anlage                                                         | Fotos hochladen                  |
| 1329 Wikidata | Zum Hegenwohld 1 (54° 27′ 50″ N, 10° 0′ 5″ O)  | Gut Noer: Mausoleum       | Mausoleum des Prinzen v. S-H-Augustenburg Graf v. Noer; Alteintragung (Aktualisierung vorgesehen) - Begründung: Alteintragung (Aktualisierung vorgesehen) - Schutzumfang: Alteintragung (Aktualisierung vorgesehen) - Denkmaltyp: Bauliche Anlage | Fotos hochladen                  |

## Gründenkmale
| Objekt-ID     | Lage                                          | Offizielle Bezeichnung | Beschreibung | Bild            |
| ------------- | --------------------------------------------- | ---------------------- | --- | --------------- |
| 9403 Wikidata | Zum Hegenwohld 1 (54° 27′ 43″ N, 10° 0′ 3″ O) | Gut Noer: Gutspark     | Alteintragung (Aktualisierung vorgesehen) - Begründung: geschichtlich, wissenschaftlich, Kulturlandschaft prägend - Schutzumfang: Gut Noer: Gutspark, barocke Lindenreihe, Teich mit Insel, Insel im Teich - Denkmaltyp: Gründenkmal | Fotos hochladen |

## Quelle
Liste der Kulturdenkmale in Schleswig-Holstein – Kreis Rendsburg-Eckernförde
- Karte mit allen Koordinaten:
- OSM |
- WikiMap